# Boys (Summertime Love)
Boys (Момчета) или Summertime Love (Лятна любов) е най-големият шлагер и сингъл на Сабрина Салерно.
Песента е третият сингъл от едноименния албум на Сабрина и постига голям успех в много страни, сред които Испания, Швейцария, Франция и Италия, където той е сингъл номер едно. Песента става особено популярна благодарение на секси музикалния клип с певицата, в който тя се показва по бански в басейна на хотел Флорида в град Йезоло, Венето, Северна Италия. Това е и първият цензуриран сингъл на музикален видеоклип в историята на Обединеното кралство, което го прави още по-популярен на Албиона. Песента е преиздадена в ремиксирана версия два пъти – през 1995 г. във Франция като Boys '95 (Момчета '95), и през 2003 г. като Boys Boys Boys (Денс ремикс).
Двадесет години след излизането на оригинала на музикалния видеоклип на песента е един от най-теглените в историята от Интернет към 2008 г.

## Песента в музикалните класации по страни
| Класация (1987/88)            | Най-висока позиция |
| ----------------------------- | ------------------ |
| Australian ARIA Singles Chart | 11                 |
| Austrian Singles Chart        | 5                  |
| Dutch Singles Chart           | 5                  |
| Eurochart Hot 100             | 3                  |
| Finnish Singles Chart         | 2                  |
| French Singles Chart          | 1                  |
| German Singles Chart          | 2                  |
| Irish Singles Chart           | 3                  |
| Italian Singles Chart         | 1                  |
| Norwegian Singles Chart       | 3                  |
| South African Singles Chart   | 14                 |
| Spanish Singles Chart         | 2                  |
| Swedish Singles Chart         | 5                  |
| Swiss Singles Chart           | 1                  |
| UK Singles Chart              | 3                  |

## Музика
- Boys '95
- Сабрина Солерно и Саманта Фокс в Русия, Санкт Петербург (през 80-те бяхме „врагове“, сега сме приятели) – „Call me“ Архив на оригинала от 2011-01-15 в Wayback Machine.;